# Вільхуватка (Куп'янський район)
Вільхува́тка — село в Україні, центр Вільхуватської сільської громади Куп'янського району Харківської області. Населення становить 1294 осіб. До 2020 орган місцевого самоврядування — Вільхуватська сільська рада.

## Географія
Село Вільхуватка знаходиться поруч з балкою Водяна, примикає до сіл Водяне, Довгеньке і Зарубинка. У селі бере початок річка Вільхуватка. Поруч проходить автомобільна дорога Т 2104.

## Історія
Село вперше згадується у 1693 році.
За даними на 1864 рік у казеній слободі, центрі Вільхуватської волості Вовчанського повіту, мешкало 2560 осіб (1261 чоловічої статі та 1299 — жіночої), налічувалось 298 дворових господарств, існувала православна церква, відбувалось 8 щорічних ярмарків та базари.
Слобода була центром Другого поліцейського стану Вовчанського повіту і тут знаходився становий пристав.
Станом на 1914 рік кількість мешканців зросла до 4398 осіб.
Село постраждало внаслідок геноциду українського народу, проведеного урядом СРСР в 1932—1933 роках, у Вільхуватці та Зарубинці кількість встановлених жертв — 771 людина.
12 червня 2020 року, відповідно до розпорядження Кабінету Міністрів України  № 725-р «Про визначення адміністративних центрів та затвердження територій територіальних громад Харківської області», увійшло до складу Вільхуватської сільської громади.
19 липня 2020 року, в результаті адміністративно-територіальної реформи та ліквідації Великобурлуцького району, селище увійшло до складу Куп'янського району Харківської області.
25 грудня 2022 року російський агресор завдав мінометних та артилерійських обстрілів в районі населеного пункту.

## Відомі уродженці
Крюков Петро Макарович (21 червня 1964 — 19 серпня 1984) — радянський військовик, кавалер ордена Червоної зірки.

## Об'єкти соціальної сфери
- Школа.
- Лікарня.
- В селі Вільхуватка організований перший в Україні сільський притулок для неповнолітніх.

## Пам'ятки
- Гідрологічний заказник місцевого значення «Малобурлуцький». Площа 50,0 га.